# Rassemblement Hockey Club
L'HCU Rassemblement Torino è una società di hockey su prato italiana, con sede a Torino che partecipa al campionato di Serie A2 maschile su prato e Serie A2 maschile indoor. Nel gennaio 2023 la squadra conquista la promozione in Serie A Indoor, nel secondo concentramento di stagione ottenendo 3 vittorie consecutive che gli consentono di blindare il secondo posto favorevole al raggiungimento della massima serie. 
Ha anche numerose rappresentative giovanili quali Under 21, Under 18, Under 16, Under 14 ed Under 12.

## Storia
Nella stagione 2008/09 ottiene la promozione in Serie A2 grazie alla fusione con il CUS Torino, retrocesso l'anno precedente dalla Serie A1. 
Il primo anno ottiene la salvezza, mentre nel 2009/10 conclude al 10º e ultimo posto il proprio girone e viene quindi retrocesso in Serie B.
Nel 2010/11 vince il proprio sottogirone di Serie B e conquista, insieme al CUS Pisa, l'accesso ai playoff promozione, grazie al secondo posto ottenuto nelle fasi finali del girone A. Nel gironcino del playoff, i torinesi perdono 3-1 contro il CSP San Giorgio, 2-0 contro il CUS Messina e pareggiano 1-1 contro il CH San Vito, chiudendo al quarto posto il gironcino e fallendo così la promozione.
Nella stagione 2011/12 il Rassemblement supera la prima fase per poi concludere al quarto posto il secondo girone eliminatorio e non centrando i playoff.
Anche nella stagione successiva, i torinesi superano il primo girone eliminatorio ma non il secondo, che terminano all'ultimo posto.
Nel 2013/14 arriva dai campioni d'Italia dell'HC Bra, il difensore Paolo Cane nel doppio ruolo di allenatore e giocatore. Il Rassemblement chiude al primo posto il primo girone eliminatorio, a pari punti con l'HC Novara e nel girone successivo conclude nuovamente in testa insieme all'HC Superba, qualificandosi per i playoff promozione che organizza in casa. Pareggiato 1-1 nel match iniziale proprio contro i genovesi dell'HC Superba, i torinesi vincono in extremis 3-2 la sfida contro l'UHC Adige che risulterà poi decisiva ai fini della classifica finale. Netto invece il successo nell'ultima sfida contro l'HT Uras (9-1) che consegna al Rassemblement la promozione in Serie A2.
Al primo anno di A2, i torinesi chiudono al 7° e penultimo posto il girone B, ottenendo la salvezza.
Nel 2015/16 il Rassemblement conclude il girone B al 5º posto, mantenendo anche in questo caso la categoria.
Nella stagione 2016/17 arriva un altro 7º posto nel girone A che consente comunque di conservare il posto nella successiva Serie A2.
Nel 2017/18 i torinesi concludono la regular season al 6º posto nel girone A, salvandosi nuovamente.
Nella stagione 2018/19 prende il posto in panchina Oscar Serra che, all'occorrenza, veste ancora i panni del giocatore. Al termine di un'altra stagione difficile, il Rassemblement termina il girone A al 7º posto e mantiene ancora una volta la categoria.
In estate avviene la nuova fusione con il CUS Torino, che dà vita all'Hockey Club Universitario Rassemblement Torino. La panchina viene affidata a Massimiliano Durigan, tecnico cussino, mentre il capitano è Davide Barone. A rinforzare la squadra arrivano gli argentini Giuliano Medici e Rodrigo Bonini
Nel 2019/20 i torinesi chiudono al 7° e penultimo posto il proprio girone di Serie A2 e ottengono la salvezza al termine di una stagione fermata dopo il girone d'andata a causa della pandemia legata al Covid-19.
Inizialmente esclusi dalla Serie A2 per motivi burocratici, l'anno successivo i torinesi vengono successivamente ripescati e inseriti nel girone B. La salvezza arriva invece attraverso i play-out. Dopo aver chiuso al 5° e penultimo posto la regular season, i gialloblu vincono gli spareggi salvezza giocati a Torino, superando 5-4 il CSP San Giorgio, 4-0 l'AR Fincantieri e 4-3 l'HC Villafranca.
Nella stagione 2021/22 l'allenatore diventa Andrea Lagori, reduce dalla promozione in A1 del CUS Torino femminile. Torna per il terzo anno consecutivo l'argentino Giuliano Medici mentre dall'Hc Tevere Eur arriva il forte pakistano Usman Muhammad. Il reparto stranieri è completato da un altro pakistano, il 18enne Ahad Muhammad. In porta la società si affida all'esperienza dell'italoargentino Emanuel Falcioni, ex di HC Roma, Città del Tricolore, Valverde e Pol. Juvenilia. 